# Cracow Creek
Cracow Creek – rzeka w Australii, w południowo-wschodniej części stanu Queensland. Ma 64,9 km długości. Uchodzi do rzeki Dawson. Przepływa w pobliżu miejscowości Cracow. Przez wiele lat nad rzeką funkcjonowała kopalnia złota, która była jednym z głównych źródeł kruszcu w stanie Queensland, jednak w marcu 1976 roku ogłoszono, że wszystkie opłacalne złoża rudy w kopalni zostały wyczerpane i jej działalność została zakończona. W latach 1942-1943 nad rzeką został zbudowany most o długości około 30 metrów, złożony z dwóch filarów z kamienia osadzonego w cemencie, zwieńczonych betonem. Aktualnie most nie jest w użyciu. Wcześniejsze przeprawy przez rzekę były często przerywane z powodu powodzi i uszkodzeń spowodowanych przez wody powodziowe.